# Émile Ollivier
Olivier Émile Ollivier (2 de julio de 1825 - 20 de agosto de 1913) fue un estadista francés. Ávido republicano opuesto al emperador Napoleón III en sus inicios, fue ganando influencia sobre el emperador y lo empujó hacia las reformas liberales y, a su vez, se fue apoderando cada vez más de Napoleón. Entró en el gabinete y fue primer ministro de Francia cuando Napoleón cayó.

## Biografía
Émile Ollivier nació en Marsella. Su padre, Démosthène Ollivier (1799-1884), fue un vehemente opositor de la Monarquía de Julio. La oposición del padre a Luis Napoleón Bonaparte llevó a su destierro tras el golpe de Estado de diciembre de 1851 y no regresó a Francia hasta 1860.
Con el establecimiento de la Segunda República, la influencia de su padre sobre Alexandre Ledru-Rollin aseguró a Émile Ollivier el puesto de comisario general del departamento de Bouches-du-Rhône. Ollivier, que entonces tenía veintitrés años y se acababa de licenciar en Derecho en París, era menos radical en sus opiniones políticas que su padre, reprimió un levantamiento socialista en Marsella, encomendándose al general Cavaignac, que lo nombró prefecto del departamento. Poco después fue trasladado a la relativamente insignificante prefectura de Chaumont-la-Ville (Haute-Marne), una degradación que tal vez provocaron los enemigos de su padre. Renunció a la función pública para dedicarse a la abogacía, donde sus habilidades le aseguraron el éxito.

## Llamamientos a favor de un imperio liberal
Se reincorporó a la vida política en 1857 como diputado de la 3.ª circunscripción del departamento de Sena. Su candidatura había sido apoyada por Le Siècle y se unió a la oposición constitucional. Con Alfred Darimon, Jules Favre, Jacques-Louis Hénon y Ernest Picard formó un grupo conocido como Les Cinq (Los Cinco), que le arrancaron a Napoleón III algunas concesiones en la dirección del gobierno constitucional.
Aunque todavía republicano, Ollivier era un moderado que estaba dispuesto a aceptar el Imperio a cambio de las libertades civiles, aunque fuera un proceso paso a paso.
El decreto imperial del 24 de noviembre, que permitía la inserción de informes parlamentarios en Le Moniteur universel, y un discurso del Cuerpo Legislativo en respuesta al discurso del trono, fueron acogidos por él como un primer paso de reforma. Esto marcó un cambio de actitud considerable, ya que sólo un año antes atacó al gobierno imperial, en el transcurso de una defensa de Étienne Vacherot, procesado por la publicación de La Démocratie. Esto resultó en su suspensión del Colegio de Abogados por tres meses.
Poco a poco se separó de sus antiguos socios, que se agruparon en torno a Jules Favre, y durante la sesión parlamentaria de  1866-1867, Ollivier formó un tercer partido, que apoyó el principio de un Imperio Liberal.
El último día de diciembre de 1866, el conde Alejandro José Colonna-Walewski, continuando las negociaciones iniciadas por el Duque de Morny, ofreció a Ollivier convertirse en ministro de Educación, representando la política general del gobierno en la Cámara. El decreto imperial del 19 de enero de 1867, junto con la promesa publicada en Le Moniteur de flexibilizar el rigor de las leyes de prensa y de las concesiones con respecto al derecho de reunión pública, no satisfizo las demandas de Ollivier y este rechazó el cargo.

## Política

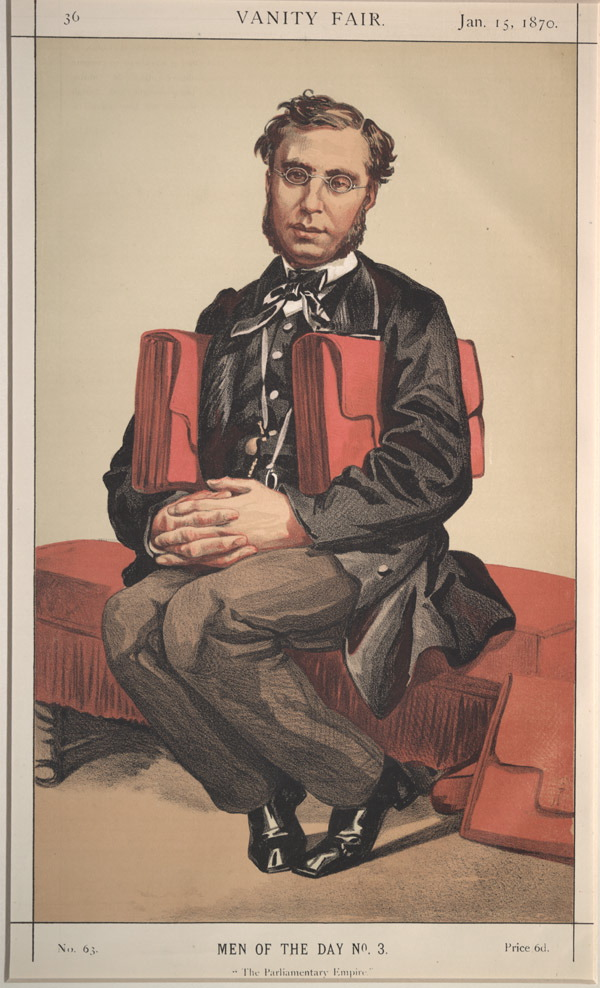
Oliver Emile Olivier (1825-1913) - político francés, primer ministro de Francia.

En vísperas de las elecciones generales de 1869, publicó un manifiesto, Le 19 janvier, sobre su política. La sénatus-consulte otorgó a las dos cámaras derechos parlamentarios ordinarios y fue seguida de la destitución de Eugène Rouher y de la formación, en la última semana de ese año, de un ministerio del que Ollivier era realmente primer ministro, aunque ese cargo no estaba reconocido nominalmente por la constitución.
El nuevo gabinete, conocido como el ministerio del 2 de enero, tuvo ante sí una ardua tarea, complicada una semana después de su formación por el asesinato de Victor Noir, periodista republicano, a manos de Pierre Napoleón Bonaparte, primo del emperador. Ollivier convocó inmediatamente al Tribunal Supremo para que juzgara al Príncipe Bonaparte y Joachim Murat. Los disturbios que siguieron al asesinato fueron reprimidos sin derramamiento de sangre; se enviaron circulares a los prefectos prohibiéndoles presionar a los electores a favor de los candidatos oficiales; el barón Haussmann fue expulsado de la prefectura del departamento de Sena.
La violenta campaña de prensa contra el emperador, a quien había prometido una feliz vejez, se vio interrumpida por la persecución de Henri Rochefort; y el 20 de abril se emitió un sénatus-consulte que logró la transformación del Imperio en una monarquía constitucional. Ni las concesiones ni la firmeza fueron suficientes para apaciguar a los "irreconciliables" de la oposición, que desde la relajación de las leyes de prensa pudieron influir en el electorado.
El 8 de mayo, sin embargo, la constitución enmendada fue sometida, por consejo de Rouher, a un plebiscito, que resultó en un voto de casi siete a uno a favor del gobierno. Esto pareció confirmar que el hijo de Napoleón III le sucedería y fue un duro golpe para los republicanos.
Los miembros más distinguidos de la izquierda en el gabinete -Louis Buffet, Napoléon Daru y Auguste de Talhouët-Roy- dimitieron en abril por el plebiscito. El propio Ollivier ocupó el Ministerio de Asuntos Exteriores durante un mes, hasta que Daru fue reemplazado por el duque de Gramont. Las otras vacantes fueron cubiertas por Jacques Mège y Charles Ignace Plichon, ambos de tendencia conservadora.

## Guerra francoprusiana
El resurgimiento de la candidatura del príncipe Leopoldo de Hohenzollern-Sigmaringen para el trono de España a principios de 1870 desconcertó los planes de Ollivier. El gobierno francés, siguiendo el consejo de Gramont, instruyó a su embajador en Prusia, Vincent Benedetti, para que exigiera al rey prusiano una negación formal de la candidatura de Hohenzollern. Aunque estaba personalmente a favor de la paz, se dejó llevar por Gramont y por los partidarios de la guerra. Tras el telegrama de Ems (13 de julio), y bajo presión popular, anunció, el 15 de julio de 1870 ante el Cuerpo Legislativo, la declaración de guerra contra Prusia, diciendo "Declaramos esta guerra con un corazón ligero" y lo hizo oficial el 19 de julio de 1870.
El 9 de agosto, el ejército francés había perdido tres batallas en tres días (la Batalla de Wissembourg, de Spicheren y la de Wörth), el gabinete de Ollivier fue destituido y Ollivier buscó refugio de la furia general en Italia. Regresó a Francia en 1873, pero su poder político había desaparecido, e incluso en su propio partido entró en colisión en 1880 con Paul de Cassagnac.

## Vida privada
Tuvo muchas conexiones con el mundo literario y artístico, siendo uno de los primeros defensores parisinos de Richard Wagner. Elegido miembro de la Academia en 1870, no ocupó su puesto. Su primera esposa, Blandine Liszt, fue hija de Franz Liszt y Marie d'Agoult. Murió en 1862, y en septiembre de 1869 Ollivier se casó con Marie-Thérèse Gravier, entonces de 19 años. Tuvieron tres hijos.